# Emilio Giralt Ferrando
Emilio Giralt Ferrando (Barcelona, Cataluña, 13 de enero de 1921 - 7 de enero de 1997) fue un historietista español, que firmaba como Aguilar, Artiz, Ferrando, Fervintró, Fussy o Giral.

## Biografía
Emilio Giralt Ferrando inició su carrera como entintador de Antonio Ayné Esbert en Editorial Marco. Éste le facilitó la entrada en Toray, propiedad de su primo Antonio Ayné Arnau.
A su vez, Emilio Giralt Ferrando se buscó como guionista a su cuñado Joaquín Berenguer Artés, creando juntos sus primeros cuadernos de aventuras propios, El Diablo de los mares (1947) y Zarpa de León (1949), ambos de inspiración fílmica.´Fue Martínez Osete quien remató esta última serie, mientras el propio Ferrando dibujaba ya El Capitán Deriva (1951) con Vintró.
Trabajó luego para otras editoriales, en especial Exclusivas Gráficas Ricart y Editorial Ferma.
En los años sesenta, abandonó el medio para dedicarse a la enseñanza.

## Obra
| Años | Título                             | Guionista                 | Tipo                      | Publicación                  |
| ---- | ---------------------------------- | ------------------------- | ------------------------- | ---------------------------- |
| 1947 | El Diablo de los Mares             | J.B. Artés                | Serial                    | Toray                        |
| 194- | Azucena                            |                           | Serial                    | Toray                        |
| 1949 | Zarpa de León                      | J.B. Artés                | Serial con Martínez Osete | Toray                        |
| 1950 | Mark Clayton                       |                           | Serial                    | Exclusivas Gráficas Ricart   |
| 1951 | Hombres de Acero: El príncipe loco | J.B. Artés                | Serial                    | Toray                        |
| 1951 | El Capitán Deriva                  | J.B. Artés                | Serial con Vintró         | Toray                        |
| 1951 | El Rey de las Tinieblas            | Fernando Rincón           | Serial                    | Samara                       |
| 1952 | Selecciones de Guerra              |                           | Serial                    | Exclusivas Gráficas Ricart   |
| 1953 | Safari                             | Ferrando                  | Serial                    | Exclusivas Gráficas Ricart   |
| 1954 | Jorga, Piel de Bronce              | Ferrando                  | Serial                    | Exclusivas Gráficas Ricart   |
| 1954 | La Sombra Justiciera               | J.B. Artés                | Serial con Osete          | Ferma                        |
| 1955 | El Corsario Audaz                  |                           | Serial                    | Exclusivas Gráficas Ricart   |
| 1955 | Episodios de Corea                 |                           | Serial                    | Exclusivas Gráficas Ricart   |
| 1955 | Platillos Volantes (2.ª época)     |                           | Serial                    | Exclusivas Gráficas Ricart   |
| 1956 | Lami y Pamifilio                   | J.B. Artés                | Serial                    | Toray: Hombres Intrépidos    |
| 1956 | Aventuras de Buffalo Bill          | Stefano Monty, Peter Kenn | Serial con Julio Bosch    | Juvenis, Ferma               |
| 1956 | Robín de los Bosques               |                           | Serial                    | Ferma                        |
| 1957 | La Sombra Justiciera               | J. B. Artés               | Serie                     | Sandalio                     |
| 1957 | Superhombre                        | Joan Llarch               | Serial                    | Ferma                        |
| 1957 | El Pequeño Trampero                |                           | Serial                    | Ferma                        |
| 1958 | Bill Kraker                        | J.B. Artés                | Serial                    | Toray                        |
| 1959 | El Hijo del Capitán Coraje         | Sesén                     | Serial                    | Toray                        |
| 1960 | Blanca                             |                           | Serial                    | Galvéz                       |
| 1964 | Sissi, en la Isla de las Rosas     | Carmen Santos             | Monografía                | Bruguera: Historias, núm. 18 |